# Bataille de Dandridge
Guerre de Sécession
Batailles
Opérations autour de Dandridge :
- Mossy Creek
- Dandridge
- Fair Garden

La bataille de Dandridge, qui s'est déroulée le 17 janvier 1864 dans le comté de Jefferson, Tennessee, est une bataille mineure de la guerre de Sécession.
Voulant faire sortir les confédérés de leur quartiers d'hiver et ayant reçu des rapports sur la présence de nourriture au sud de la rivière French Broad, les forces de l'Union sous les ordres du major général John G. Parke avancent sur Dandridge, près de la voie ferrée de l'East Tennessee & Virginia (en), le 14 janvier 1864, avec l'ordre de traverser la rivière et d'occuper la région pour les fédéraux. Ce mouvement oblige le lieutenant général confédéré James Longstreet, qui a commencé à opérer autour de Dandridge, à se retirer au-delà de Kimbrough's Crossroads. Longstreet fait acheminer des renforts de Morristown le 15 janvier 1864 pour rencontrer les fédéraux et menacer la base de l'Union à New Market.
Le 16 janvier 1864, le brigadier général Samuel D. Sturgis, commandant le corps de cavalerie (en) de l'armée de l'Ohio, chevauche de Dandridge le long de la route de Morristown (maintenant Valley Home Rd., State Hwy 66) pour occuper Kimbrough's Crossroads. Alors que la cavalerie de l'Union approche de la croisée des chemins, elle découvre et engage une des brigades d'infanterie de Longstreet avec de l'artillerie qui est arrivée la veille. La brigade est composée de troupes de l'Alabama ainsi que d'autres états et est placée sous le commandement du brigadier général Micah Jenkins, originaire de Caroline du Sud. Au même moment, la cavalerie de l'Union sous le commandement du colonel Franck Wolford engage les forces confédérées au sud et à l'est de Dandridge sur le coude de la route de Chucky. La cavalerie de l'Union ne parvient pas à déloger les troupes confédérées et sont obligées de se retirer vers Dandridge.
Le 7 janvier 1864 vers midi, Sturgis apprend que les confédérés se préparent à une attaque, aussi il place ses hommes en lignes de bataille. Vers 16 heures, les confédérés avancent vers Dandridge et la bataille tourne rapidement en combat général. La bataille se poursuit après la tombée de la nuit avec les forces de l'Union qui occupent grossièrement la même ligne de bataille qu'elles occupaient au début des combats. N'étant pas parvenu à traverser la rivière, et craignant que les forces complètes de Longstreet ne soient en face d'eux, le général Parke ordonne aux fédéraux de retraiter vers New Market et Strawberry Plains dans la nuit. Les confédérés les poursuivent mais en raison d'un manque de canons, de munitions et de chaussures, ils rompent et retournent vers Dandridge. Pendant ce temps, les forces de l'Union quittent la région.